# Cunene
Cunene – jedna z 18 prowincji Angoli. Znajduje się w południowej części kraju. Mierzy  87,342 km² i jest zamieszkana przez 965 288 ludzi (2014). 
Na południu prowincja graniczy z Nambią a linią graniczną jest rzeka Kunene. Graniczy także z prowincjami Huíla, Namibe i Cuando-Cubango.
Cunene zamieszkują 4 główne grupy ludów: Khoisan, Owambo, Nhaneca-Humbe i Hererowie. Najczęściej używanym jest język kwanyama. 
Ludność zajmuje się przede wszystkim rolnictwem na własne potrzeby, rybołówstwem rzemieślniczym i hodowlą zwierząt. Kukurydza, massango, massambala i fasola są głównymi zbożami. 
W północnej części prowincji znajduje się Park Narodowy Mupa (6600 km²), utworzony w 1964 roku w celu ochrony upadającej lokalnej fauny. Krajobraz prowincji tworzą lasy, sawanny i stepy. 

## Podział administracyjny
W skład prowincji wchodzi 6 hrabstw:
| - Kahama - Kuanhama - Kuroca - Kuvelai - Namacunde - Ombadja |